# الاتحاد الأردني للجيوجيتسو
الاتحاد الأردني للجوجيتسو هو اتحاد رياضي أردني ضمن الاتحادات الرياضية الأردنية التي تشرف عليها اللجنة الأولمبية الأردنية. يهتم بتنمية وتطوير رياضة الجوجيتسو.

## مجلس الإدارة
- الأمير حسين بن ناصر ميرزا[2]
- غزية حجاز
- ريما محمود عن فئة اللاعبات المعتزلات
- السيد خالد الطباع عن فئة اللاعبين المعتزلين
- مركز الدوجو ويمثله الشريف ناصر ناصر آل عون.

## الأهداف
يهدف الاتحاد الأردني للجيوجيتسو إلى تحقيق العديد من الأهداف، من بينها:[بحاجة لمصدر]
- نشر رياضة الجيوجيتسو: العمل على نشر رياضة الجيوجيتسو في جميع أنحاء الأردن، وتعريف الناس بفوائدها الصحية والنفسية.
- تنمية المواهب: اكتشاف ورعاية المواهب الشابة في رياضة الجيوجيتسو، وتوفير لهم البيئة المناسبة للتطور والتميز.
- تطوير البنية التحتية: العمل على تطوير البنية التحتية لرياضة الجيوجيتسو في الأردن، من خلال إنشاء صالات تدريب مجهزة بأحدث المعدات وتوفير المدربين المؤهلين.
- المشاركة في المحافل الدولية: تمثيل الأردن في المحافل الدولية، وتحقيق أفضل النتائج لرفع اسم الأردن عالياً في عالم الجيوجيتسو.
- تعزيز العلاقات الدولية: بناء علاقات تعاون مع الاتحادات الدولية والإقليمية للجيوجيتسو، وتبادل الخبرات واللاعبين

## استضافة البطولات
في توز 2024 نظم الاتحاد الأردني للجوجيتسو والفنون القتالية المختلطة بطولة غرب آسيا للجوجيتسو بمشاركة 160 لاعب ولاعبة يمثلون العراق والسعودية والإمارات والبحرين وقطر ولبنان وسوريا وفلسطين إلى جانب الأردن.